# Solidaridad, Quintana Roo
Solidaridad là một đô thị thuộc bang Quintana Roo, México. Năm 2005, dân số của đô thị này là 135589 người.